# غيلبرتو غيرهارد
غيلبرتو غيرهارد (بالبرتغالية: Gilberto Gerhardt‏) هو مجدف برازيلي، ولد في 5 يونيو 1949.

## وصلات خارجية
- غيلبرتو غيرهارد على موقع الاتحاد الدولي للتجديف (الإنجليزية)
- غيلبرتو غيرهارد على موقع اللجنة الأولمبية الدولية (الإنجليزية)
- غيلبرتو غيرهارد على موقع أوليمبيديا (الإنجليزية)